# Беловодье (Ульяновская область)
Беловодье (тат. Аксу) — село в Карсунском районе Ульяновской области. Входит в состав Горенского сельского поселения.

## География
Село расположено на правом берегу реки Сура в месте впадения в неё р. Беловодка.

## История
Деревня Белая вода упоминается в Писцовой книге.
При создании в 1780 году Симбирского наместничества, село Беловодье, крещёной мордвы, вошло в Котяковский уезд. С 1796 года — в Карсунском уезде Симбирской губернии.
С отменой Крепостного права в 1861 году, часть жителей деревни основала новую деревню Александровка.
В 1864 году деревня Беловодье, на Саранском коммерческом тракте, по правому берегу реки Суры, во 2-м стане Карсунского уезда Симбирской губернии.
Церковно-приходское попечительство (школа) открыто в 1899 году. В 1900 году в сельце Беловодье строится новый храм. Первая церковь сгорела в начале XIX века.
С 1918 года в деревне был создан сельсовет, который вошёл в состав Коржевской волости.
До объединения сельсоветов село было центром Беловодского сельсовета, куда входили также деревни Татарская Голышевка, Ростислаевка, Александровка и село Красносурское.

## Население
| 2010 |
| ---- |
| 317  |

Жители села преимущественно татары (42 %) и мордва (32 %).
В 1780 году в селе жило: 249 ревизских душ.
В 1864 году в деревне в 89 дворах жило: 458 мужчин и 477 женщин.
На 1900 год в сельце Беловодье (при речке Беловодке, в 2 вер.; н. м.) в 179 дворах: 717 мужчин и 731 женщин.

## Инфраструктура
В 1996 г. в Беловодье действовали средняя школа, детский сад и дом культуры. В 1997 году колхоз «Пятилетка» был преобразован в СПК «Сура».

## Достопримечательности
- Родник «Чайный колодец»[8].